# Lasioglossum subfulgens
Lasioglossum subfulgens är en biart som beskrevs av Fan och Ebmer 1992. Lasioglossum subfulgens ingår i släktet smalbin, och familjen vägbin. Inga underarter finns listade i Catalogue of Life.